# Williams FW35
La Williams FW35 è un'automobile monoposto sportiva di Formula 1 costruita dalla Williams, per partecipare al Campionato mondiale di Formula 1 2013.
La vettura è stata presentata il 19 febbraio, presso i box del tracciato di Barcellona, l'ultima, in ordine di tempo, fra le 11 monoposto del mondiale 2013.
I piloti sono stati il venezuelano Pastor Maldonado, in squadra già nelle due stagioni precedenti, e Valtteri Bottas, pilota finlandese all'esordio, già terzo pilota della scuderia britannica nel 2012.

## Livrea e Sponsor
La livrea della FW35 ricalcava lo schema dell'anno precedente, con il bianco e il blu colori dominanti. Sponsor principale rimaneva l'azienda petrolifera statale venezuelana PDVSA, legata al venezuelano Maldonado.

## Piloti
| Piloti ufficiali       | Piloti ufficiali | Piloti ufficiali |
| Nazione                | Nome             | Numero           |
| ---------------------- | ---------------- | ---------------- |
| Venezuela (bandiera)   | Pastor Maldonado | 16               |
| Finlandia (bandiera)   | Valtteri Bottas  | 17               |
| Collaudatori           |                  |                  |
| Nazione                | Nome             | Nome             |
| Regno Unito (bandiera) | Susie Wolff      | Susie Wolff      |

## Stagione
Già nelle prime gare della stagione la vettura si rivelò problematica e poco competitiva. Nonostante all'indomani dei primi test invernali il pilota titolare Pastor Maldonado avesse dichiarato che la vettura costituiva un netto passo avanti rispetto alla precedente FW34, nel primo Gran Premio della stagione, in Australia, sia il venezuelano che il compagno di squadra Valtteri Bottas furono relegati nelle retrovie e durante il week-end di gara lo stesso Maldonado definì la vettura "inguidabile". La situazione non migliorò nei Gran Premi successivi, nei quali né Maldonado né Bottas riuscirono a far segnare punti; per la prima volta nella sua storia la Williams non conquistò punti nelle prime nove gare di un campionato mondiale. In Canada Bottas ottenne un terzo posto in qualifica sul bagnato, ma la gara fu disputata sull'asciutto e il pilota finlandese non riuscì a far meglio del quattordicesimo posto.
Il primo punto arrivò solo al decimo appuntamento stagionale, il Gran Premio d'Ungheria, nel quale Maldonado tagliò il traguardo in decima posizione. A tre gare dal termine la scuderia decise di tornare alla configurazione degli scarichi della vettura 2012. La monoposto migliorò nettamente le proprie prestazioni, tanto che Bottas riuscì a rientrare nuovamente nel gruppo dei primi dieci in qualifica nel Gran Premio degli Stati Uniti, chiudendo poi in ottava posizione la gara. Il conclusivo Gran Premio del Brasile fu meno soddisfacente, con Maldonado fuori dai punti e Bottas costretto al ritiro. La scuderia inglese chiuse la stagione con appena cinque punti, come nel 2011.

## Risultati F1
| Anno | Team        | Motore                | Gomme | Piloti    |     |     |    |    |    |     |    |    |    |     |    |    |    |    |    |    |    |    |     | Punti | Pos. |
| ---- | ----------- | --------------------- | ----- | --------- | --- | --- | -- | -- | -- | --- | -- | -- | -- | --- | -- | -- | -- | -- | -- | -- | -- | -- | --- | ----- | ---- |
| 2013 | Williams F1 | Renault RS-27 2013 V8 | P     | Maldonado | Rit | Rit | 14 | 11 | 14 | Rit | 16 | 11 | 15 | 10  | 17 | 14 | 11 | 13 | 16 | 12 | 11 | 17 | 16  | 5     | 9º   |
| 2013 | Williams F1 | Renault RS-27 2013 V8 | P     | Bottas    | 14  | 11  | 13 | 14 | 16 | 12  | 14 | 12 | 16 | Rit | 15 | 15 | 13 | 12 | 17 | 16 | 15 | 8  | Rit | 5     | 9º   |